# The American School of Tampico
La Escuela Americana de Tampico es la tercera Escuela Americana en México. Es una institución privada fundada el 12 de mayo de 1917 y ha estado abierta y funcionando desde ese año hasta el día de hoy. Fue creada por la Fundación Americana con el propósito de ofrecer a los niños americanos y de diversas nacionalidades el mismo plan de estudio que las escuelas de Estados Unidos. Se encuentra localizada en la ciudad de Tampico, Tamaulipas, México. Comenzó con un total de 70 alumnos, y en la actualidad cuenta con una comunidad de 1020 alumnos, 600 familias y más de 200 miembros en el personal. Cuenta con secciones desde preescolar hasta preparatoria y una escuela de idiomas, todas ubicadas en el mismo campus. 

## Misión y filosofía
Visión
La Escuela Americana de Tampico tiene como visión crear una comunidad con diversidad y plurilingüe comprometida al aprendizaje de los estudiantes.
Misión
Su misión es permitir que los estudiantes se conviertan en ciudadanos conscientes, pensadores críticos, estudiantes de por vida y líderes responsables comprometidos en un mundo globalizado, por medio de un programa académicamente riguroso y basado en valores fuertes.

## Consejo de la Escuela Americana de Tampico
La escuela es dirigida por un Consejo de Administración y una Junta de Directores, y es manejada por un personal administrativo profesional. La Escuela Americana de Tampico es una coeducativa, sin fines de lucro y no sectaria.

### Consejo directivo
El consejo Directivo: este asegura la buena conducta de la Escuela y de todas las preguntas hacia ella.

### Responsabilidades del Consejo directivo
- Supervisión de todas las acciones en la administración de La Escuela Americana de Tampico.
- Presentación para la aprobación por parte de la Junta de Síndicos, de todos los presupuestos, proyectos, balances y acciones administrativas que se informan en las actas de la DBO.
- La nominación, remoción y asignación de poderes a la facultad, administradores y oficiales de la Escuela Americana de Tampico.
- Potenciación y revocación de los Representantes Legales Generales para Litigios y Recaudaciones, así como el empoderamiento y revocación de los Representantes Legales Especiales para la realización de actividades empresariales.

### Integrantes del Consejo directivo
Javier Garza García, Presidente; Germán Eichelmann Alexandre, Mariana Fernández de Rodríguez, José Luis González Rodríguez, Juan Ignacio Haces Villegas, Beatriz Laddaga Becerra, Joaquín Madaria Alzaga, Claudia Martínez de Herrera y Luis Velázquez Villaseñor. 
Los miembros de la Junta sirven por un período de 3 años y pueden ser reelegidos por un segundo período. La Junta se autoperpetúa.

### Consejo de administración
El consejo de administración es formalmente conocido como Asamblea de los Miembros Generales de La Asociación Civil de la Escuela Americana de Tampico, es la asociación con mayor poder legal.  El consejo de administración aprueba el presupuesto anual y apunta a los miembros del consejo directivo. Son los únicos que tienen el poder y la autoridad de dar consentimiento a cualquier acto de propiedad. 
El consejo de administración está formado por las siguientes personas: Mr. James Buford Anderson, Presidente; Germán Eichelmann Rdz., Robert A. Fleishman, Wendell J. Cox, Raúl Segovia de León, Víctor Flores Meza., Rogelio Pier Glz.

## Secciones académicas

### Preescolar
Early Childhood es un sistema educativo que ofrece una educación personalizada, alentadora y grata para los niños en sus primeros años escolares. Estimula el crecimiento de todos los estudiantes de manera integral y se cree que una buena alimentación y la oportunidad para un desempeño físico proporciona hábitos saludables para la vida de los niños. ATS busca fortalecer los aspectos cognitivo, sociales, lingüísticos y físicos en todos los alumnos a través del programa. La escuela es parte del programa mundial “El Carácter Cuenta”, el cual ayuda a crear un ambiente escolar donde se valora el respeto, la responsabilidad, el actuar con humanidad, el ser justos, confiables y buenos ciudadanos. Los alumnos crecen y se desarrollan aprendiendo a valorar y cuidar el medio ambiente. Esto los prepara para convertirse en buenos ciudadanos a través del programa “ATS goes Green”. 
En los primeros años se fundan las bases para entender el mundo que los rodea y la calidad de las interacciones que los niños tienen con las personas, objetos y con su ambiente, contribuyen a definir su propia imagen e identidad. Los alumnos aprenden jugando en actividades apropiadas para su edad y disfrutando de un ambiente escolar seguro y confiable. Se valora la participación de los padres en actividades escolares y busca una relación cercana entre casa y escuela para beneficio de todos los alumnos. Cuenta con un personal altamente calificado que posee amplia experiencia en desarrollo infantil y que identifica oportunidades diarias para apoyar a cada uno de los niños buscando el desarrollo de su seguridad, promoviendo su interés por aprender, cultivando su curiosidad y la formación de un buen carácter para crecer felices.

### Primaria
El propósito de Primaria es preparar a los alumnos para que se conviertan en ciudadanos conscientes, desarrollen un pensamiento crítico, mantengan el interés por seguir aprendiendo y sean líderes responsables comprometidos con un mundo globalizado, a través de un programa diferenciado, académicamente riguroso y basado en valores firmes. 

### Secundaria
Corresponde al tiempo más transitivo en la vida de los estudiantes. Los alumnos de secundaria crecen, cambian y evolucionan de una manera veloz y hermosa. Los maestros de secundaria entienden el periodo de desarrollo y el programa está diseñado específicamente para forjar el éxito académico y social.
Los focos son el liderazgo de los estudiantes en las interacciones positivas y el crecimiento de la mente. El programa académico reta de una manera apropiada a los estudiantes. Los servicios estudiantiles se enfocan en alentar la tolerancia,  la empatía y la seguridad. Se trabaja hacia la meta de hacer el aprendizaje estudiantil lo esencial para la toma de decisiones. 

### Preparatoria
Lo que destaca del programa de preparatoria es la forma en la que proporciona la educación para fomentar y desarrollar el crecimiento social y emocional, el pensamiento crítico, la resolución analítica de problemas, el liderazgo y la ciudadanía. Alienta a los estudiantes a asumir desafíos, involucrarse en actividades escolares y comunitarias para desarrollar su potencial de liderazgo y desarrollar empatía. La educación es un proceso de toda la vida y es por ello que busca inculcar un amor por el aprendizaje dentro de cada estudiante. Los estudiantes se preparan para que estén listos para cumplir con las demandas de las cuales hoy en día exigen, establecer una base sólida para el éxito académico y social. 
El programa de Preparatoria prepara a los alumnos individualizando su programa académico y proporcionándoles estructura, entendimiento, apoyo, variedad y responsabilidad en una comunidad familiar.
El personal tiene como meta proporcionar a todos los estudiantes una educación ejemplar que abra puertas de oportunidades.

## Escuela de Idiomas
La División Idiomas ATS ofrece a la comunidad la más alta calidad de enseñanza de lenguas extranjeras. Los profesores están certificados internacionalmente, los programas son de vanguardia, y todo ello se refleja en el éxito de los estudiantes.
Tiene como objetivo lograr la integración y el balance de las cuatro habilidades de la comunicación: hablar, escribir, leer y escuchar; enlazando el uso del Centro de Autoaprendizaje y la página web con las actividades dentro del salón de clases, con un esfuerzo hacia el aprendizaje autónomo, promoviendo la comunicación auténtica, el pensamiento crítico y mejorando la enseñanza con el uso de la tecnología.
Imparte cursos de Francés, Inglés, y Español.

## Extracurricular
Dentro de las actividades que se ofrecen para los alumnos de Early Childhood se encuentra:
Iniciación deportiva
Para las niñas: gimnasia rítmica e introducción al deportivo específico.
Para los niños: Introducción al deporte específico como: atletismo, cachibol, fútbol Soccer, básquetbol y actividades recreativas.
Los alumnos de primaria, secundaria y preparatoria podrán desarrollar las actividades de: 
- Atletismo
- Basquetbol
- Gimnasia Rítmica
- Fútbol Soccer
- Voleibol

El Torneo Intercolegial y los eventos ASOMEX son parte del plan. En la ceremonia de Sports Honors se reconocen las habilidades, espíritu y talento deportivo, mejor deportista-estudiante y trayectoria deportiva de los alumnos.